# Barbara Crampton
Barbara Crampton, född 27 december 1958 i Levittown i delstaten New York, är en amerikansk skådespelerska och producent. Hon påbörjade sin skådespelarkarriär under 1980-talet genom att medverka i en del såpoperor på TV. Därefter hade hon olika filmroller i skräck- och thrillerfilmer.
Barbara Crampton gjorde sin TV-debut i såpoperan Våra bästa år år 1983, och hade sedan en biroll som karaktären Leanna Love såpoperan The Young and the Restless. Senare i hade hon roller i skräckantologiserier som Channel Zero: The Dream Door (2018), Into the Dark (2019) och Creepshow (2021).
Barbara Cramptons filmdebut var i Brian De Palmas erotiska thriller Body Double från 1984. Hon blev känd som skådespelerska genom rollen som Megan Halsey i Re-Animator 1985 och i rollen som Dr. Katherine McMichaels i From Beyond 1986). Hon har medverkat i filmproduktioner såsom Dödens varuhus (1986), Puppet Master (1989), Castle Freak (1995), You're Next (2011), We Are Still Here (2015), Puppet Master: The Littlest Reich (2018) och Jakob's Wife (2021). Hon har blivit nominerad till en Critics' Choice Super Award för sin insats i Jakob's Wife.

## Filmografi (i urval)

### Filmer
| År   | Titel                             | Roll                     | Noter |
| ---- | --------------------------------- | ------------------------ | --- |
| 1984 | Body Double                       | Carol                    | |
| 1985 | Tre nördar i Palm Springs         | Chrissie                 | |
| 1985 | Re-Animator                       | Megan Halsey             | |
| 1986 | Dödens varuhus                    | Suzie Lynn               | |
| 1986 | From Beyond                       | Dr. Katherine McMichaels | Nominerad till en Saturn Award för bästa skådespelerska |
| 1989 | Puppet Master                     | Kvinna på karneval       | Cameoframträdande |
| 1993 | Robot Wars                        | Leda                     | |
| 1995 | Castle Freak                      | Susan Reilly             | |
| 1996 | Space Truckers                    | Carol                    | |
| 2004 | The Sisterhood                    | Ms. Master               | |
| 2011 | You're Next                       | Aubrey Davison           | |
| 2012 | The Lords of Salem                | Virginia Cable           | |
| 2015 | We Are Still Here                 | Anne Sacchetti           | Nominerad till en Fangoria Chainsaw Award för bästa skådespelerska                                                                                                  |
| 2015 | Tales of Halloween                | Darla                    | |
| 2016 | Beyond the Gates                  | Evelyn                   | Även producent |
| 2018 | Puppet Master: The Littlest Reich | Carol Doreski            | |
| 2020 | Run Hide Fight                    | Mrs. Crawford            | |
| 2020 | Sacrifice                         | Renate Nygard            | |
| 2020 | Castle Freak                      |                          | Producent |
| 2021 | Jakob's Wife                      | Anne Fedder              | Producent Nominerad till en Critics' Choice Super Award för bästa skådespelerska i en skräckfilm Nominerad till en Fangoria Chainsaw Award för bästa skådespelerska |
| 2022 | Glorious                          |                          | Producent |
| 2023 | Suitable Flesh                    | Daniella                 | Även producent |
| 2023 | The Last Stop in Yuma County      | Virginia                 | |

### TV-serier
| År                                    | Titel                        | Roll                  | Noter                                                                                               |
| ------------------------------------- | ---------------------------- | --------------------- | --------------------------------------------------------------------------------------------------- |
| 1983–1984                             | Våra bästa år                | Trista Evans Bradford | |
| 1984                                  | Santa Barbara                | Paula                 | |
| 1985                                  | Hotellet                     | Stacy                 | Avsnittet "Obsessions"                                                                              |
| 1987–1993, 1998–2002, 2006–2007, 2023 | The Young and the Restless   | Leanna Love           | Nominerad till en Soap Opera Digest Award för enastående skurkighet i en dramaserie – dagtid (1990) |
| 1993–1995                             | Guiding Light                | Mindy Lewis           | |
| 1995–1998                             | Glamour                      | Maggie Forrester      | Nominerad till en Soap Opera Digest Award för enastående kvinnlig scenstjälare (1996)               |
| 1997                                  | The Nanny                    | Barbara Crampton      | Avsnittet "The Heather Biblow Story"                                                                |
| 1998                                  | Ensamma hemma                | Kvinnlig shoppare     | Avsnittet "Tender Age"                                                                              |
| 1999                                  | Pacific Blue                 | Gloria Stockwell      | Avsnittet "Infierno"                                                                                |
| 2018                                  | Channel Zero: The Dream Door | Vanessa Moss          | 6 avsnitt                                                                                           |
| 2019                                  | Into the Dark                | Betty                 | Avsnittet "Culture Shock"                                                                           |
| 2021                                  | Creepshow                    | Victoria              | Avsnittet "Pipe Screams"                                                                            |